# Elektronski element
Elektronski elementi so osnovni (elementarni) gradniki elektronskih vezij. Med seboj se razlikujejo:
- Po številu priključkov. Teorija posebej obravnava dvopolne in štiripolne elektronske elemente. Najbolj znani dvopolni elementi so: upor, dušilka (navitje), kondenzator, tipka, LED, memristor, štiripolni pa tranzistor, tiristor, foto tranzistor in triak.

- Po linearnosti. Upor, dušilka (navitje), kondezator so linearni, dioda,tranzistor in triak pa nelinearni.

- Pasivni/aktivni Aktivni imajo sposobnost ojačevanja. Tipični predstavnik je tranzistor. Delijo se na polprevodnike in elektronke. Pasivni ne ojačujejo. Tipični predstavnik je upor.

- Po namembnosti se delijo na izvore, vodnike in porabnike.